# 30564 Olomouc
Olomouc (asteróide 30564) é um asteróide da cintura principal, a 2,2147499 UA. Possui uma excentricidade de 0,1469232 e um período orbital de 1 527,92 dias (4,18 anos).
Olomouc tem uma velocidade orbital média de 18,48521374 km/s e uma inclinação de 3,89285º.
Este asteróide foi descoberto em 28 de Julho de 2001 por Petr Pravec.